# Anna Ascani
Anna Ascani, née le 17 octobre 1987 à Città di Castello en Ombrie, est une femme politique italienne, membre du Parti démocrate, dont elle est vice-présidente de 2019 à 2023.
Elle est également vice-présidente de la Chambre des députés depuis octobre 2022.

## Biographie
Anna Ascani est la fille de Maurizio Ascani, personnage local de la Démocratie chrétienne qui pendant les années 1980 - 90 était maire adjoint de la ville.
Après des études primaires et secondaire dans sa ville de naissance, elle s'inscrit à université de Pérouse, obtenant en 2009 un diplôme en philosophie, poursuit des études à l'université de Trente jusqu'en 2012, où elle décroche une maîtrise de comptabilité sociale et environnementale, puis étudie afin d'acquérir un doctorat en sciences politiques à l'université LUISS.
En 2006, à l'âge de 18 ans, elle brigue un siège au conseil municipal de sa ville natale, Città di Castello. L'année suivante, avec la naissance du Parti démocrate et aux primaires 2007, elle apporte son soutien à Enrico Letta.
Lors des élections législatives de 2013, elle est élue à la Chambre des députés. La même année, lors des primaires du Parti démocrate, elle soutient Matteo Renzi, élu secrétaire. En 2017, elle soutient à nouveau Renzi aux primaires du Parti démocrate.
En 2016, Forbes classe Ascani parmi les 30 plus influentes personnalités politiques européennes de moins de 30 ans.
Après avoir été réélue à la Chambre des députés aux élections législatives de 2018, elle se présente l'année suivante aux primaires du Parti démocrate comme colistière de Roberto Giachetti. L'équipe se classe troisième, mais Ascani est nommée avec Debora Serracchiani, vice-présidente du Parti démocrate .
Le 16 septembre 2019, elle est nommée secrétaire d'État à l'Éducation, à l'Enseignement supérieur et à la Recherche dans le gouvernement Conte II puis vice-ministre à l'Éducation, chargée de la construction des écoles, à partir du 10 janvier 2020 dans le même gouvernement, jusqu'au 13 février 2021. Elle est enfin secrétaire d'État au Développement économique, déléguée aux Télécommunications, au Numérique, au Très haut débit et au Système coopératif, dans le gouvernement Draghi du 1er mars 2021 au 19 octobre 2022.
Le 25 septembre 2022, elle est réélue à la Chambre des députés, dont elle devient vice-présidente le 19 octobre suivant.